# 上海现代建筑设计
上海现代建筑设计（集团）有限公司（英語：Shanghai Xian Dai Architectural Design (Group) Co., Ltd）是中华人民共和国一家建筑设计公司，1952年于上海创建。
目前，上海现代建筑设计（集团）有限公司旗下华东建筑集团股份有限公司（华建集团）拥有各类专业员工7000余人，其中中国工程院院士2名、全国勘察设计大师8名、正高级160余人、副高级1400余人、外籍员工400人。

## 历史[2]

### 华东建筑设计研究院有限公司
1952年，华东工业部建筑设计公司成立。

### 上海建筑设计研究院有限公司
1953年，上海市建筑工程局生产技术处设计科成立。1956年5月，改名为上海市民用建筑设计院。1962年11月，改名为上海市规划建筑设计院。1975年6月，恢复使用上海市民用建筑设计院。1993年9月，改名为上海建筑设计研究院。1999年改名为上海建筑设计研究院有限公司。

### 合并
1998年3月，华东建筑设计研究院有限公司和上海建筑设计研究院有限公司合并组建上海现代建筑设计（集团）有限公司。2015年10月30日，已是上海现代建筑设计集团的子公司华东建筑设计研究院有限公司通过借壳棱光实业实现A股上市，棱光实业更名为华建集团（上交所：600629）。之後上海现代建筑设计集团將80%的业务和人员劃入華建集團，只有房产和物流板块没有劃入。

## 作品
锦江小礼堂、上海展览中心、上海体育馆、延安饭店、上海游泳馆、上海交通大学闵行校区、中国科学技术大学西区、西郊宾馆、上海商城、紫峰大厦（合作）、上海环球金融中心、虹桥综合交通枢纽（合作）、武汉绿地中心（合作）、天津周大福中心（合作）、大连绿地中心（合作）、国家会展中心（上海）、上海体育场、上海国际赛车场、上海东方体育中心、上海浦东国际机场卫星厅、乌鲁木齐国际机场（北航站区）等。